# Elegia
Genre
Classification phylogénétique
Elegia est un genre de plantes monocotylédones de la famille des Restionaceae.

## Liste des espèces
35 espèces sont actuellement acceptées dans ce genre :
- Elegia altigena Pillans
- Elegia asperiflora (Nees) Kunth
- Elegia atratiflora Esterh.
- Elegia caespitosa Esterh.
- Elegia capensis (Burm.f.) Schelpe
- Elegia coleura Nees ex Mast.
- Elegia cuspidata Mast.
- Elegia equisetacea (Mast.) Mast.
- Elegia esterhuyseniae Pillans
- Elegia extensa Pillans
- Elegia fastigata Mast.
- Elegia fenestrata Pillans
- Elegia filacea Mast.
- Elegia fistulosa Kunth
- Elegia fucata Esterh.
- Elegia galpinii N.E.Br.
- Elegia grandis (Spreng. ex Nees) Kunth
- Elegia grandispicata H.P.Linder
- Elegia hutchinsonii Pillans
- Elegia intermedia (Steud.) Pillans
- Elegia juncea L.
- Elegia muirii Pillans
- Elegia neesii Mast.
- Elegia persistens Mast.
- Elegia prominens Pillans
- Elegia racemosa (Poir.) Pers.
- Elegia rigida Mast.
- Elegia spathacea Mast.
- Elegia squamosa Mast.
- Elegia stipularis Mast.
- Elegia stokoei Pillans
- Elegia thyrsifera (Rottb.) Pers.
- Elegia thyrsoidea (Mast.) Pillans
- Elegia vaginulata Mast.
- Elegia verreauxii Mast.